# Brock Motum
Brock William Motum, (Brisbane, 16 de outubro de 1990) é um basquetebolista australiano que atualmente joga pelo Anadolu Efes disputando a Liga Turca. O atleta possui 2,08m, pesa 111kg e atua na posição pivô e Ala-pivô. Fez parte do selecionado australiano que conquistou a vaga para o torneio olímpico de basquetebol dos Jogos Olímpicos de Verão de 2016 no Rio de Janeiro.